# Johan George Otto Stuart von Schmidt auf Altenstadt jr.
Jonkheer Johan George Otto Stuart von Schmidt auf Altenstadt jr. (Semarang, 15 februari 1842 – Den Haag, 6 maart 1922) was een Nederlands ambtenaar in Nederlands-Indië en resident van Batavia.

## Jeugd
Von Schmidt auf Altenstadt werd geboren op 15 februari 1842 te Semarang als zoon van jhr. Johan George Otto Stuart von Schmidt auf Altenstadt en Wilhelmina Jodoca van Laren. Zijn vader was ambtenaar in Nederlands-Indië en werd kort na juniors geboorte benoemd tot resident van Bagelen. Later werd zijn vader benoemd tot gouverneur van Suriname. Toen hij 15 was, overleed zijn vader.

## Carrière als ambtenaar
In 1856 werd hij ter beschikking gesteld voor ambtenaar van den Burgerlijke dienst en op 31 december 1866 benoemd tot ambtenaar ter beschikking bij Kultures en geplaatst in Cheribon. Op 30 mei 1868 werd hij benoemd tot controleur der 2e klasse en in 1870 geplaatst te Bagelen.
Op 3 juni 1880 werd hij benoemd tot assistent-resident van Ambarawa. Dit bleef hij tot hij in 1884 met verlof ging. Op 7 juli 1887 werd hij benoemd tot assistent-resident van Limbangan in de Preanger Regentschappen. Daar zou hij de Russische kroonprins Nicolaas II van Rusland te Garoet hebben ontmoet, die op dat moment op wereldreis was. In deze periode kwam er een afgezante vanuit Siam, die in het huis van de regent verbleef. Echter ontving de regent hier later geen onderscheiding voor. De regent was ervan overtuigd dat dit door toedoen van Von Schmidt auf Altenstad kwam, die kregen jaren later namelijk wel een onderscheiding van de koning van Siam.
Op 15 augustus 1891 werd hij benoemd tot resident van Madioen. Dit was echter van korte duur: per 5 september 1892 was hij resident van Batavia. Na zijn benoeming ontstond er een discussie in de inlandse wereld; de hoofddjaksa vertegenwoordigde het inlandse bestuur, maar volgens een Maleise krant had dat eigenlijk de oudste in dienst zijnde commandant moeten zijn. In augustus 1895 zette hij een Chinees gevangen voor het bezit van opium. De assistent-resident Schneider had hem echter al laten gaan, omdat hij ervan was overtuigd dat de gevonden opium niet van de Chinees was. Dit leidde tot een strijd die resulteerde in het ontslag van de assistent-resident. In 1896 werd hij benoemd tot commandeur in de Orde van Christus. Tijdens zijn bestuur was het bijna nodig geweest om de Bataafse schutterij bij de Lombok-expeditie te betrekken, maar dit was uiteindelijk niet nodig.
Op 2 juni 1897 is hij op zijn verzoek eervol uit lands dienst ontslagen. In zijn afscheidstoespraak vertelde hij dat hij aan Batavia zou blijven denken. Als afscheidscadeau kreeg hij een album met foto's van het landschap van de residentie.

## Huwelijk en gezin
Hij trouwde op 21 september 1865 te Utrecht met Caroline Arnoldine Emilie van Veen. Met haar kreeg hij voor zover bekend twee kinderen:
1. Johanna Wilhelmina van Schmidt auf Altenstadt op 11 augustus 1866 te Cheribon
2. Johan Hendrik Adolf Pieter Jonkheer van Schmidt auf Altenstadt op 3 juni 1875 te Den Haag

## Na zijn pensioen
Direct na zijn pensionering verschenen er verscheidene artikelen in de Indische kranten over zijn loopbaan en de affaire met de Chinese Kongsi. Hij voelde zich echter "gekwetst" door deze berichten en wilde het tot een zaak brengen. Of het ook echt zover gekomen is is niet bekend. Het grootste deel van zijn pensionering bracht hij in Nederland door. Hij was lichtjes betrokken bij de Brotodiningrat-affaire. De regent van Madioen, die al regent was toen Von Schmidt auf Altenstadt daar van 1891 tot 1892 resident was. Broto di Ningrat noemde hem ook als mogelijke getuigen van zijn karakter in zijn stuk aan de regering. Vooral omdat hij in Den Haag woonde, en een bezoek aan de kamer en de regering niet al te moeilijk was. Hij overleed op 6 maart 1922 te Den Haag op 80-jarige leeftijd.